# Petaloconchus laurae
Petaloconchus laurae is een slakkensoort uit de familie van de Vermetidae. De wetenschappelijke naam van de soort is voor het eerst geldig gepubliceerd in 2012 door Scuderi.